# Astronesthes psychrolutes
Astronesthes psychrolutes és una espècie de peix de la família dels estòmids i de l'ordre dels estomiformes.

## Hàbitat
És un peix marí i d'aigües profundes que viu fins als 1.500 m de fondària.

## Distribució geogràfica
Es troba als sectors atlàntic, índic i pacífic de l'hemisferi sud.